# Зирганский сельсовет
Зирганский сельсовет — муниципальное образование в Мелеузовском районе Башкортостана.
Административный центр — село Зирган.

## История
В 1979 году из состава сельсовета была исключена выселенная деревня Авдеевка.
В 2014 году в состав сельсовета вошла возрожденная в 2013 году деревня Канбулатово.
Согласно Закону о границах, статусе и административных центрах муниципальных образований в Республике Башкортостан имеет статус сельского поселения.

## Население
| 2002  | 2009  | 2010  | 2012  | 2013  | 2014  | 2015  |
| ----- | ----- | ----- | ----- | ----- | ----- | ----- |
| 5142  | ↗5841 | ↘5194 | ↘5074 | ↘5073 | ↗5088 | ↘4955 |
| 2016  | 2017  | 2018  |       |       |       |       |
| ↘4945 | ↘4846 | ↘4805 |       |       |       |       |

## Состав сельского поселения
| №  | Населённый пункт | Тип населённого пункта       | Население |
| -- | ---------------- | ---------------------------- | --------- |
| 1  | Зирган           | село, административный центр | ↘4115     |
| 2  | Верхнеюлдашево   | деревня                      | ↘392      |
| 3  | Сабашево         | деревня                      | ↘300      |
| 4  | Юмаково          | деревня                      | ↘176      |
| 5  | Нурдавлетово     | деревня                      | ↘102      |
| 6  | Терекла          | деревня                      | ↘67       |
| 7  | Климовка         | деревня                      | ↘20       |
| 8  | Столяровка       | деревня                      | →10       |
| 9  | Семёновка        | деревня                      | ↗2        |
| 10 | Канбулатово      | деревня                      | →0        |

## Известные жители и уроженцы
- Банников, Василий Васильевич (1 ноября 1925 — 12 декабря 1951) — командир орудия 82-го отдельного гвардейского истребительно-противотанкового дивизиона (74-я гвардейская стрелковая дивизия, 8-я гвардейская армия), гвардии сержант, полный кавалер ордена Славы[17].
- Венедиктов, Анатолий Васильевич (30 июня 1887 — 9 августа 1959) — советский правовед, учёный, юрист, академик АН СССР (1958)[18].
- Мирсай Амир (24 декабря 1906 — 1 июня 1980) — прозаик и драматург, журналист, государственный и общественный деятель, заслуженный деятель искусств Татарской АССР (1945)[19].
- Морозов, Валерий Степанович (24 июля 1929 — 22 августа 2015) — доктор с/х наук, профессор, постоянный член Всемирной ассоциации по птицеводству (ВНАП) (1972), Заслуженный деятель науки Российской Федерации (1997), почетный гражданин города Хабаровска (2007)[20].
- Пищаев, Геннадий Михайлович (род. 30 июля 1927) — советский оперный, камерный и эстрадный певец, Заслуженный артист РСФСР (1965)[21].
- Пищаев, Павел Михайлович (24 октября 1925 — 21 сентября 2004) — почетный житель города Салавата.
- Рамеев, Закир Садыкович (22 ноября 1859 — 9 октября 1921) — классик татарской литературы, известный золотопромышленник и меценат, оренбургский купец первой гильдии, член Государственной Думы первого созыва (от Оренбургской губернии)[22].
- Сагадиев, Гидаят Сибагатович (27 июля 1887 — 9 октября 1937) — участник Гражданской войны и Башкирского национального движения, нарком просвещения Башкирской АССР (1920—1922), член башкирского главсуда (1923—1930)[23].